# Rick Santorum
Richard John Santorum, dit Rick Santorum, né le 10 mai 1958 à Winchester (Virginie), est un homme politique américain. Il est sénateur républicain de Pennsylvanie au Congrès des États-Unis de 1995 à 2007. Il se porte candidat aux primaires présidentielles du Parti républicain de 2012, mais il est devancé par Mitt Romney. Il crée cependant la surprise en arrivant en tête dans onze États. Après l'échec de Mitt Romney face à Barack Obama lors de l'élection générale, il représente sa candidature aux primaires présidentielles de 2016. Il se retire de la course après le caucus de l'Iowa le 3 février 2016.

## Biographie

### Jeunesse et début de carrière politique
Il naît le 10 mai 1958 à Winchester (Virginie). Diplômé de sciences politiques, Santorum participe aux campagnes politiques de John Heinz avant de se lancer lui-même dans la carrière.
Rick Santorum est père de sept enfants, dont un enfant prématuré de 5 mois décédé deux heures après sa naissance.
En 1990, à l'âge de 32 ans, Santorum se présente sous les couleurs républicaines à la Chambre des représentants des États-Unis. Il se fait élire contre le député démocrate sortant.
En novembre 1994, il est élu sénateur de Pennsylvanie au Sénat des États-Unis en battant Harris Wofford, le sénateur sortant.
En 1996, aux côtés de Trent Lott et Newt Gingrich, Santorum participe activement à la réforme du système de santé. En 2000, Rick Santorum est réélu par 61 % des votants.

### Élections de 2006
Senti comme un éventuel candidat aux primaires républicaines de 2008 par la branche conservatrice du parti, Santorum annonce le 7 juillet 2005 qu'il préfère se concentrer sur sa campagne de réélection au Sénat en 2006. Lors de la campagne électorale, il est constamment devancé dans les sondages par son adversaire, le démocrate conservateur Bob Casey, Jr.. Aux élections du 7 novembre 2006, Santorum est battu, obtenant 41 % des voix contre 59 % pour Bob Casey, Jr..
En décembre 2006, aux derniers jours de la session du congrès, il est l'un des deux seuls sénateurs à voter contre la confirmation de Robert Gates au poste de secrétaire à la défense afin de protester contre les critiques de ce dernier sur la gestion de la guerre d'Irak et la proposition de Gates de discuter avec des pays comme l'Iran.

### Carrière juridique et médiatique
En mars 2007, Santorum est recruté comme conseiller juridique en entreprises par un grand cabinet d'avocat de Pittsburgh et de Washington, D.C.
Il devient un chroniqueur politique régulier sur la chaine d'information Fox News.
Il est commentateur politique sur CNN entre 2017 et 2021.

### Candidature à la primaire républicaine de 2012

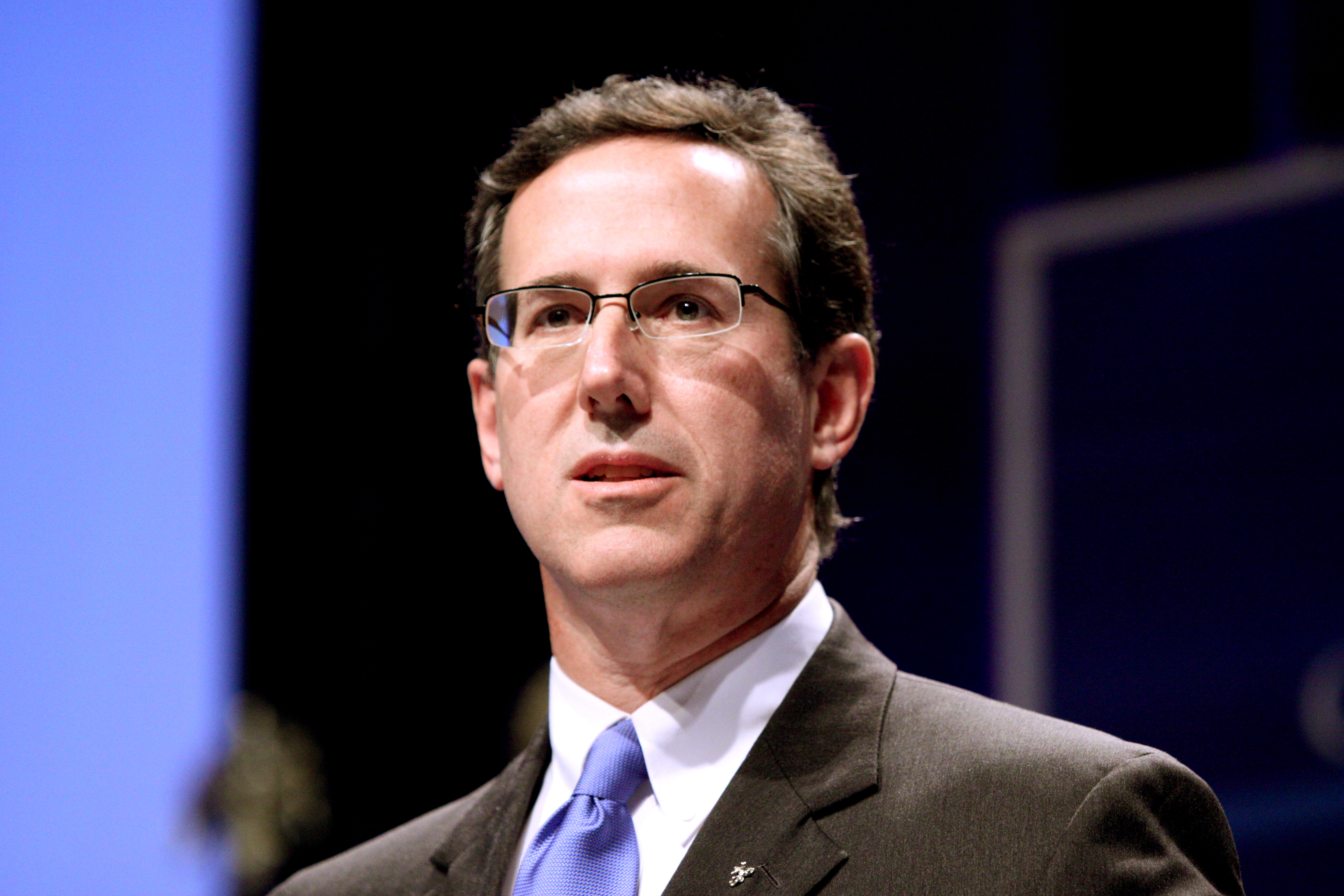
Rick Santorum lors de réunion de la Conservative Political Action Conference de 2011 au cours de laquelle il a accusé Barack Obama de nier le caractère malfaisant du djihadisme.

Dès le début du premier mandat de Barack Obama, Rick Santorum apparaît comme un candidat potentiel à l'élection présidentielle de 2012. Lors de la Conservative Political Action Conference de 2011, il se distingue notamment par un discours offensif à l'égard de Barack Obama qu'il accuse de nier le caractère malfaisant du djihadisme. Il annonce officiellement sa candidature aux primaires républicaines le 6 juin 2011. Alors qu'il est à la traîne dans les sondages les premiers mois, sa candidature connaît une progression rapide à partir de décembre. Lors du premier scrutin, le caucus de l’Iowa, il obtient à l'issue du premier décompte, 24,54 % des suffrages exprimés et est devancé de seulement huit voix par le favori Mitt Romney. Un second décompte des résultats (cité par le Des Moines Register) lui donne au contraire un avantage de 34 voix. Le résultat final offre donc la victoire à Rick Santorum avec 29 839 voix, contre 29 805 voix pour Mitt Romney.

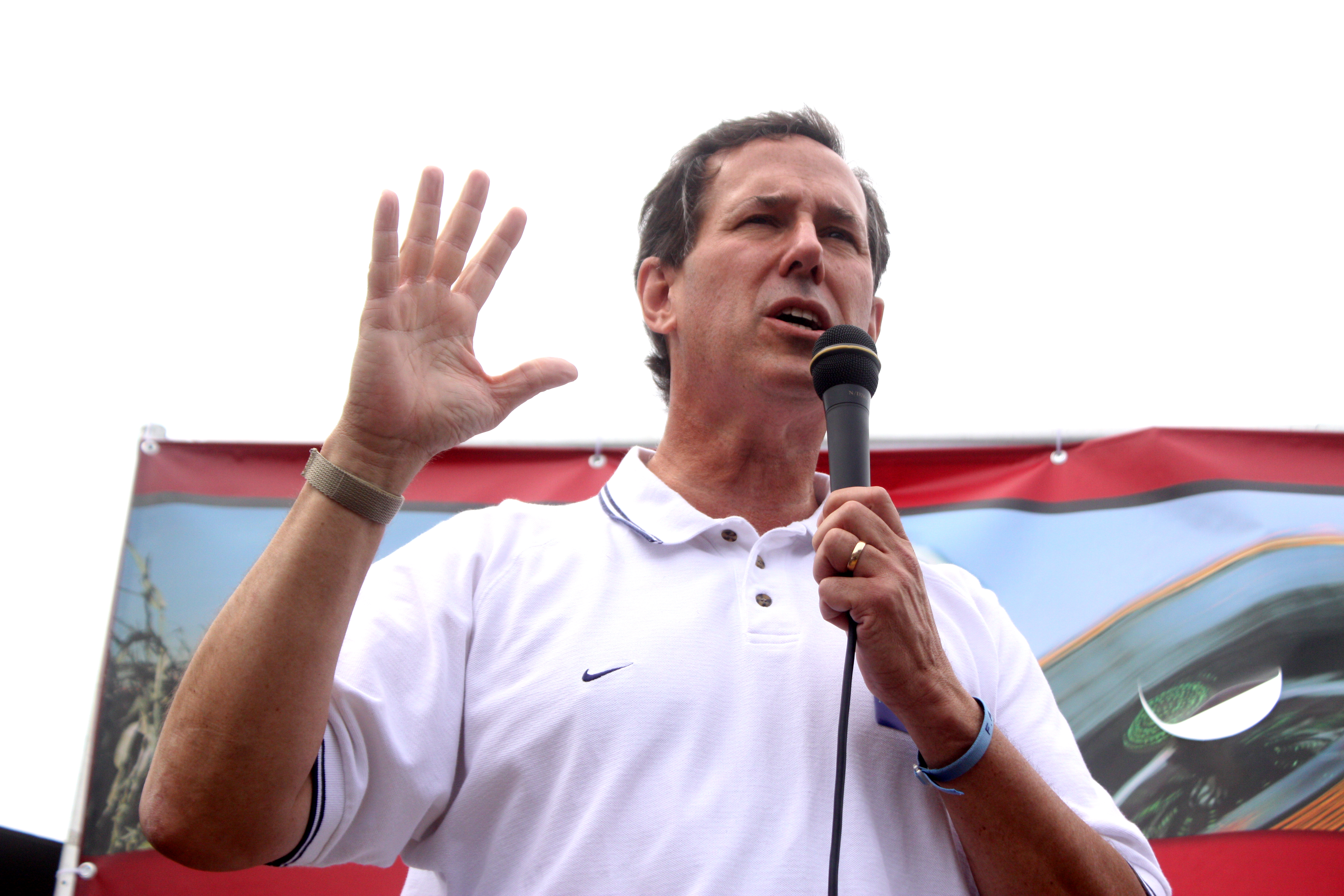
Rick Santorum à Des Moines (Iowa) en 2011, en campagne pour les primaires républicaines.

Cette performance inattendue lui permet d'enregistrer un bond dans les sondages nationaux et de se faire connaître par l'opinion publique américaine. Sa percée ne lui suffit cependant pas à battre Mitt Romney dans les primaires du New Hampshire, de la Caroline du Sud et de la Floride. Malgré des moyens financiers très inférieurs à ceux de ses concurrents, il décide de se maintenir dans la course. Il obtient à nouveau des résultats surprenants au cours des semaines suivantes. Son discours conservateur et chrétien lui permet de mobiliser un électorat plutôt populaire, rural et évangélique. Il remporte ainsi tour à tour les États de l'Alabama, du Colorado, de l'Iowa, du Kansas, de la Louisiane, du Minnesota, du Mississippi, du Missouri, du Dakota du Nord, de l'Oklahoma et du Tennessee. Jugé plus proche de la base du parti Républicain que Mitt Romney, il est alors très sérieusement envisagé comme une alternative crédible pour représenter le camp conservateur face à Barack Obama lors de l'élection générale. Néanmoins, il est battu sèchement le 3 avril par l'ancien gouverneur du Massachusetts dans l'État du Wisconsin, qui lui était pourtant réputé favorable pour sa forte population catholique et rurale.
Cet échec l'encourage se retirer le 10 avril 2012 de la course à l'investiture républicaine,. Le 7 mai 2012, il annonce officiellement son soutien à son ancien concurrent républicain, Mitt Romney. Celui-ci parvient à décrocher l’investiture de son parti mais il est à son tour battu par le président sortant, Barack Obama, lors de l’élection générale.
Le 24 juin 2013, Rick Santorum devient directeur exécutif des studios EchoLight. Cette société de production veut financer et diffuser des longs-métrages familiaux où la foi et la religion ont une place prédominante.

### Candidature à la primaire républicaine de 2016

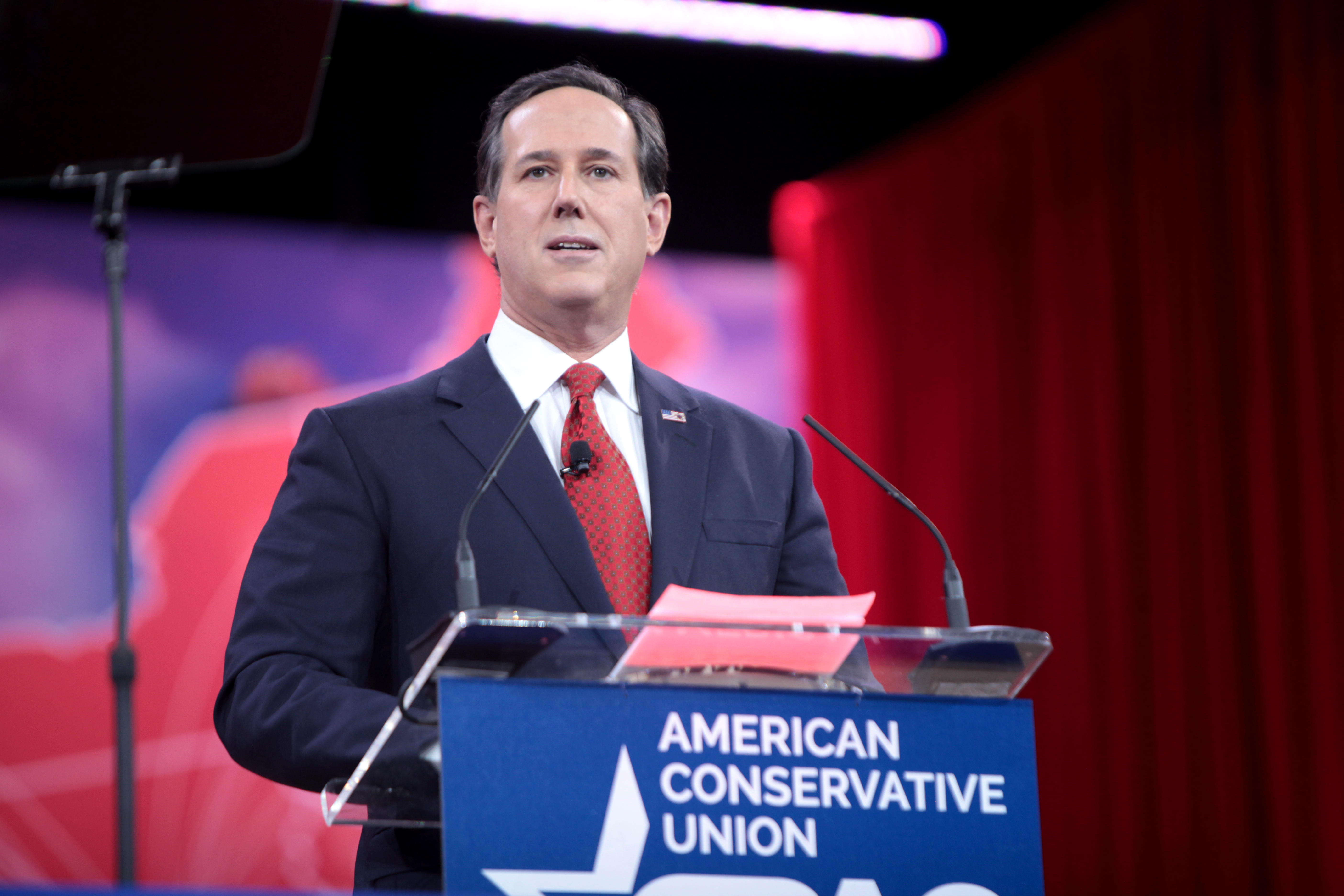
Rick Santorum à la Conservative Political Action Conference de 2015.

Le 27 mai 2015, Rick Santorum annonce depuis son État de Pennsylvanie qu'il est à nouveau candidat aux primaires présidentielles républicaines. En 2012, les succès inattendus qu'il avait enregistrés face au grand favori du moment, Mitt Romney, ont poussé beaucoup d'observateurs à le présenter comme le nouveau favori républicain pour l'élection présidentielle de 2016. En utilisant son discours traditionnel axé sur les valeurs chrétiennes, patriotiques et familiales, Santorum espérait recréer à nouveau une dynamique en sa faveur dans les États évangéliques qu'il avait déjà remportés lors des primaires précédentes, notamment celui de l'Iowa.
Cependant, il est très largement distancé dans les sondages par d'autres candidats qui eux aussi utilisent des discours très conservateurs, comme Donald Trump, Ted Cruz, Ben Carson ou encore Marco Rubio. Il ne parvient pas à décoller comme il l'avait fait quatre ans plus tôt. Après avoir recueilli environ seulement 1 % des suffrages exprimés (soit 1 950 voix) lors du caucus de l'Iowa, contre un peu moins de 25 % lors du même scrutin en 2012, Rick Santorum se retire de la course le 3 février 2016 et soutient officiellement son ancien concurrent, Marco Rubio. Cependant, après l'échec de ce dernier, il annonce qu'il votera pour Donald Trump lors de l'élection générale.

## Opinions
Membre du groupe chrétien traditionaliste The Family et du Centre sur l'éthique et la politique publique (en), Santorum tient des positions conservatrices en matière de mœurs et de faits de société, notamment dans son combat contre l'avortement et sa remise en question fréquente du bien-fondé de la contraception.
Santorum fait voter, lors du 107e congrès, le Born-Alive Infants Protection Act (en) et, lors du 108e congrès, parvient à imposer l'interdiction d'une certaine forme d'avortement, contesté par des gens de gauche, comme la procédure d'avortement partiel (en) (partial-birth abortion) signée par George W. Bush.
Lors de la controverse sur le mariage gay, il rejette toute redéfinition du mariage : « Dans toutes les sociétés, à ma connaissance, la définition du mariage n'a jamais inclus l'homosexualité. Non pas que je me focalise sur l'homosexualité. Ce n'est pas non plus, un homme avec un enfant, ou un homme avec un chien, ou quoi que ce soit d'autre ».
En mai 2003, pour tourner ses vues sur l'homosexualité en ridicule, le commentateur politique Dan Savage a lancé une campagne sur internet pour faire du mot « Santorum » un néologisme, laissant ses lecteurs en proposer une définition. Savage a enregistré un nom de domaine pour promouvoir cette définition qui est rapidement arrivé en tête des résultats de recherche sur le moteur Google. Les médias utilisent depuis l'euphémisme « le Google problem de Rick Santorum » .
Catholique pratiquant, autrefois partisan irréductible de la peine de mort, il souhaite aujourd'hui limiter l'application de cette dernière à quelques catégories de criminels.
Il conteste la politique étrangère de Barack Obama, l'accusant d'avoir abandonné la « responsabilité qu'ont les États-Unis de combattre le socialisme militant ». Il propose en 2011 d'« entrer en guerre contre la Chine afin de faire de l’Amérique l’endroit le plus attractif du monde pour faire des affaires. »
Rick Santorum expose sa position en accordant à Porto Rico le statut de cinquante et unième État américain, Rick Santorum déclare que « comme tout autre État américain, nous devons respecter la loi fédérale et toute autre loi fédérale ». avant d'ajouter que cela signifierait que « l'anglais doit être la langue principale », « il est évident que l'espagnol sera toujours parlé à Porto Rico, mais à long terme, il doit s'agir d'un État bilingue, et pas seulement hispanophone, c'est L'espagnol est parlé principalement à l'heure actuelle, mais pour s'intégrer dans la société américaine, l'anglais doit également être une langue parlée à Porto Rico et universellement.

## Historique électoral

### Chambre des représentants
| Année | Rick Santorum | Démocrate |
| ----- | ------------- | --------- |
| Année |               |           |
| 1990  | 51 %          | 49 %      |
| 1992  | 61 %          | 39 %      |

### Sénat
| Année | Rick Santorum | Démocrate | Libertarien | Indépendants |
| ----- | ------------- | --------- | ----------- | ------------ |
| Année |               |           |             |              |
| 1994  | 49 %          | 47 %      | -           | -            |
| 2000  | 52,4 %        | 45,5 %    | 1 %         | 1,1 %        |
| 2006  | 41,3 %        | 58,7 %    | -           | -            |